# Adrien Faure
Pour les articles homonymes, voir Faure.
Adrien Faure (né le 18 janvier 1905 à Ussel - mort le 16 mars 1981 à Brive-la-Gaillarde) fut un résistant français à l'occupant nazi, membre du mouvement « Combat », pendant la Seconde Guerre mondiale, qui fut déporté en 1943.

## Biographie
Après des études de notariat, Adrien Faure acquiert une charge d'huissier de Justice qu'il tiendra jusqu'à sa mort.
Militant dans divers mouvements catholiques et proche d'Edmond Michelet, il se trouve à ses côtés pour diffuser le tract du 17 juin 1940. 
Chef de la propagande du mouvement « Combat » il participe notamment, à l'organisation de la manifestation du 11 novembre 1942 au monument aux morts alors que les troupes allemandes entrent dans la ville.
Il est arrêté, sur dénonciation, par la Gestapo le 29 janvier 1943, interné au camp de Royallieu à Compiègne, puis déporté de 1943 à mai 1945 au camp de concentration d'Oranienbourg-Sachsenhausen.
À son retour il devient président de la Fédération nationale des internés résistants (FNDIRP). Élu de Brive-la-Gaillarde à plusieurs reprises, cité à l'Ordre de l'Armée et médaillé de la Résistance, il était officier de la Légion d'honneur et titulaire de la croix de guerre avec palme. 
La ville a donné son nom à une rue en 1984.
Marie Eva Auphelle (née à Azerat, (Dordogne), le 12 novembre 1908 - morte à Brive le 9 janvier 1992), fut son épouse et son adjointe dans la Résistance. 
En hommage à ce couple exemplaire, la ville a décidé d’associer le prénom d’Eva à celui de son époux sur la plaque de la rue où ils vécurent. La rue « Adrien et Eva Faure » fut inaugurée en 1994. 
Femme de cœur, très dévouée, elle créa en 1962, à Brive, l'Association départementale des amis et parents d'enfants inadaptés de la Corrèze (l'ADAPEIC). Elle fut décorée de la Légion d'honneur et de l'ordre national du Mérite.
Ils eurent cinq enfants : Victorine, Alain, Marie-Dominique, Dominique-Patrick et Isabelle. Cette dernière, handicapée, leur donna la force de mener ensemble leur ultime combat, celui de l’enfance inadaptée.
La famille s’agrandit avec l’arrivée de trois petits-enfants : Patrick-Alain, Olivia et Julien ainsi que quatre arrière-petits-enfants : Eva, Pierre, Clara et Agathe. 